# 8 de l'Àguila
8 de l'Àguila (8 Aquilae) és una estrella de la constel·lació de l'Àguila. Té una magnitud aparent de 6,08.